# Santo Cristo (Río de Janeiro)
Santo Cristo es un barrio situado en el extremo norte de la Zona Central de Río de Janeiro, en Brasil. Se encuentra en la Zona Portuaria carioca y comprende varios de sus muelles y fondeaderos. Debe su nombre a la iglesia de Santo Cristo de los Milagros, construida frente al muelle del Puerto de Río de Janeiro. Queda en el límite del centro de la Zona Central con la Zona Norte y tiene como vecinos Caju, San Cristóbal, Praça da Bandeira, Cidade Nova, Centro y Gamboa. En su zona norte se encuentra la Estación de Transporte Terrestre Nuevo Río.

## Etimología
El nombre del barrio se debe a la iglesia localizada en la plaza Santo Cristo, llamada Santo Cristo dos Milagros, nombre que proviene del patrono traído de las islas portuguesas de Azores. A su vez, se dice que un barco lleno de portugueses encalló en una roca en medio del Atlántico, pero sin naufragar. Los sobrevivientes pensaron que le debían su suerte al santo que iba en la embarcación, y que luego fue a parar al templo de Santo Cristo.

## Historia
En los siglos XVIII y XIX, muchos inmigrantes portugueses se instalaron en la zona del actual Santo Cristo. Esa presencia le dio un trazado urbano y las formas de uso residencial, en particular a los sobrados, como se conoce a las casonas coloniales de dos pisos. De esas época también son las escalinatas, travesaños, callejones y patios que abundan en su trazado. La historia del barrio estuvo a su vez marcada por la tortura y el comercio de esclavos. En 1860 se construyó al occidente de la zona el canal del Mangue con el fin de drenar el pantano del mismo nombre y de recoger las aguas que solían inundar la zona.

### sigloXX
A principios del siglo XX, durante el mandato del alcalde Pereira Pasos, las obras masivas de ganancia de tierra al mar (los aterros) modificaron radicalmente la línea costera e incrementaron dramáticamente la superficie del barrio. Tanto la isla Meloes como la de la Mocas desaparecieron y la antigua playa Formosa se convirtió en la calle Santo Cristo. Junto con esa obra, el Canal del Mangue se extendió a lo largo de la avenida Francisco Bicalho hasta la bahía de Guanabara. Durante el siglo XX sufrió un importante proceso de deterioro urbano que la prefectura ha tratado de reversar en las primeras décadas del siglo XXI con proyectos como Puerto Maravilla, que también implican a los otros barrios de la Zona Portuaria.